# Chalabre
Chalabre település Franciaországban, Aude megyében. Lakosainak száma 1115 fő (2022. január 1.). Chalabre Montbel, Montjardin, Rivel, Saint-Benoît, Sonnac-sur-l’Hers és Villefort községekkel határos.

## Népesség
A település népességének változása:
| Lakosok száma | 1838 | 1441 | 1262 | 1148 | 1107 | 1111 | 1118 | 1132 | 1139 | 1115 |
|               | 1968 | 1982 | 1990 | 2006 | 2013 | 2015 | 2017 | 2019 | 2020 | 2022 |